# Thomas Faed
Thomas Faed est un peintre écossais né en 1826 à Gatehouse of Fleet (sud de l'Écosse) et mort à Londres en 1900. Il est le frère de trois autres artistes notables : John, James et Susan. 
Il reçoit son éducation artistique à l'école de dessin d'Édimbourg, puis il est accepté à la Royal Scottish Academy en 1849. Il déménage à Londres trois ans plus tard, et intègre la Royal Academy en 1861. Doté d'une force d'exécution remarquable, il rencontre du succès comme peintre de la vie quotidienne.
|  |

Trois de ses tableaux, The Silken Gown, Faults on Both Sides (1861), et The Highland Mother sont à la Tate Gallery et deux autres, Burns and Highland Mary et The Reaper sont exposés au musée d'Aberdeen. Son œuvre la plus connue, The Last of the Clan, achevé en 1865, est au musée Kelvingrove de Glasgow. 
Faed meurt à Londres en 1900.